# ويليام كوربي
ويليام كوربي (بالإنجليزية: William Corby)‏ هو مربي وقسيس أمريكي، ولد في 2 أكتوبر 1833 في ديترويت في الولايات المتحدة، وتوفي في 28 ديسمبر 1897 في ساوث بند في الولايات المتحدة.